# Беково (Пензенская область)
Бе́ково — посёлок городского типа, административный центр Бековского района Пензенской области Российской Федерации.
Образует муниципальное образование рабочий посёлок Беково со статусом городского поселения как единственный населённый пункт в его составе.
Население — 6099 чел. (2021).

## Географическое положение
Посёлок расположен на юго-западе Пензенской области на правом берегу реки Хопёр, в 154 км от Пензы. Железнодорожная станция Беково Юго-Восточной железной дороги (открыта 22 февраля 1874 года), конечная станция Бековской ветви Тамбовско-Саратовской линии.

## История
Первое упоминание о поселении на месте Беково относится к 1621 году, хотя начало истории ведут с 1671 года, даты открытия в селе церковного прихода: в деревне Озёры была открыта церковь во имя Николая Чудотворца. С открытием церкви деревня Озёры превратилась в село Никольское (название селу было дано по построенной церкви). Однако церковный приход не мог возникнуть на пустом месте и задолго до его появления на берегу Хопра существовало поселение крестьян. В пользу этого говорит одно из названий Беково, отмеченное в документах XVIII века — Озёры. Оно свидетельствует, что поселение основано на берегах озера русскими крестьянами Шацкого уезда, промышлявшими по берегам рек Медведица и Хопёр, после вхождения Поволжья в состав Московского государства.
В 1691 году селом Никольское (Озёры) владеет Лев Кириллович Нарышкин, дядя Петра I. С 1700 года владельцами села Никольское (Озёры) были Козьма и Кондратий Бибиковы, родные братья стольника Петра I Якова Бибикова. Яков Бибиков продал в 1723 году землю своих братьев князю Александру Александровичу Бековичу-Черкасскому, сыну Александра Бековича-Черкасского, сподвижника Петра Великого, руководителя экспедиции в Хиву. В 1725 году село переименовано в Черкасское. С 1745 года село стало называться Бековщина или Беково (в честь отца Александра Александровича Бекович-Черкасского — Александра Бековича-Черкасского, погибшего на дипломатическом посту в 1717 году в Бухарском эмирате).
В 1780 году село Беково вошло в Сердобский уезд Саратовского наместничества. В 1783 году А. А. Черкасский продал вотчину вместе с крестьянами генералу С. П. Мельгунову. В 1790 году село Беково перешло по купчей в руки 15-летней Аграфены Александровны Дурасовой, которая построила дворец-усадьбу в классическом стиле на берегу озера Затон и дом с 23-х метровой башней.

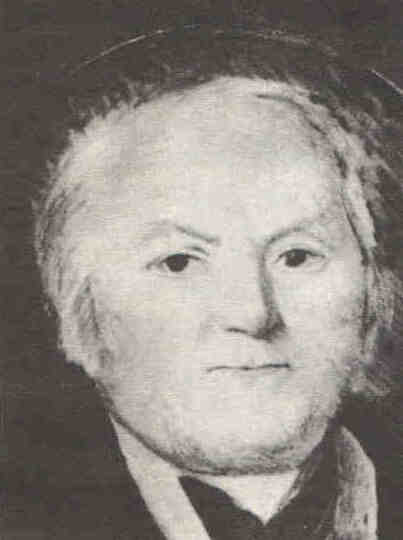
Михаил Адрианович Устинов

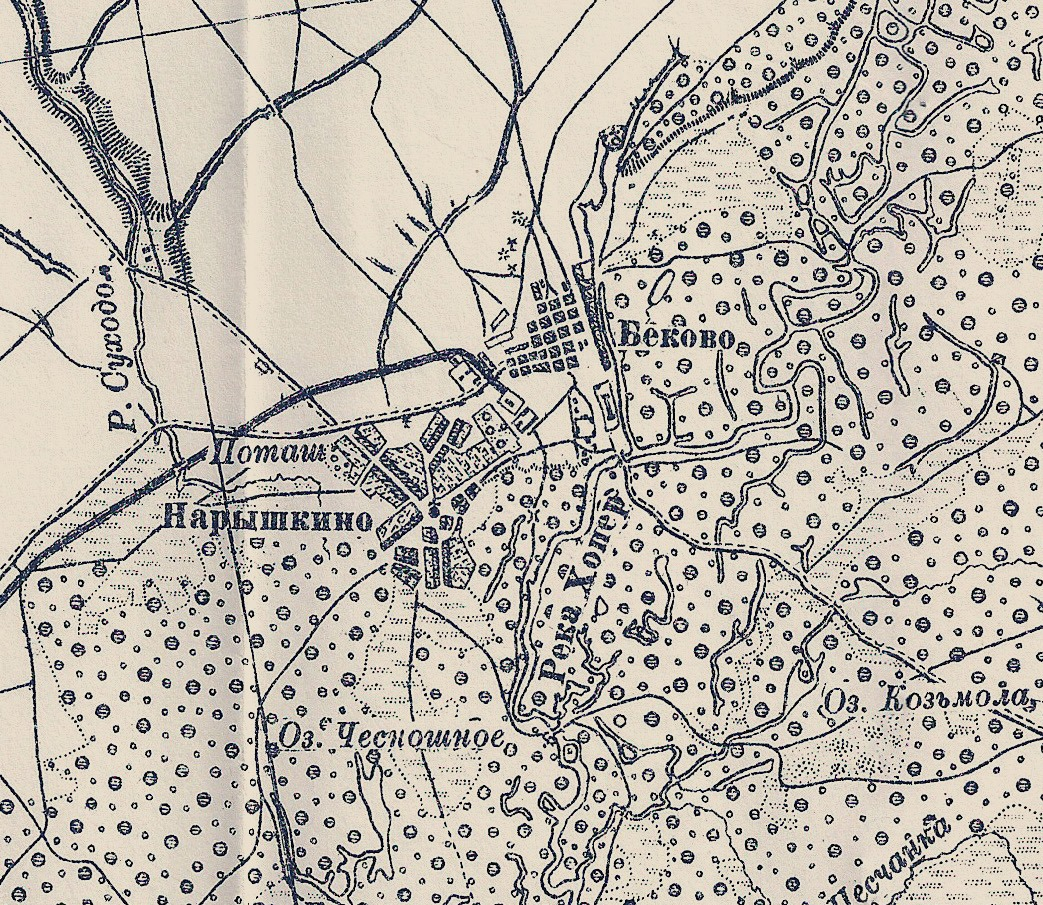
Беково и Нарышкино, 1846—1863

В 1800 году владельцем села стал статский советник, выходец из купеческого сословия, М. А. Устинов (1755—1836). В 1825 году в селе Беково построена церковь Покровская, названа в день праздника и открытия церкви Покрова. С 1830 года владельцем села становится Адриан Михайлович Устинов (1802—1883), унаследовав Беково от отца, М. А. Устинова. А. М. Устинов внёс огромный вклад в социально-экономическое развитие села. В 1830—1832 гг. перестроен ансамбль усадьбы, построены оранжереи, в которых выращивались лимоны, персики, ананасы; в 1845 году построен винокуренный завод; в 1840 году открылся Белый гостиный двор (строительство началось ещё в 1810 году, здание сохранилось до наших времён, по состоянию на 2020 год, здание занимает Детская школа искусств).
В 1870 году у «горы», возвышенности «Шихан», построена кумысолечебница с дачами и курзал (для лечения больных туберкулёзом), куда отовсюду приезжали на лечение, а в заграничных публикациях Беково называли «Крымом Московии». В 1872 году возведена пожарная каланча; открыты церковно-приходская школа (1867 год); государственный банк, элеватор (1872—1876 года); в июле 1875 года произошло открытие 2-х классного мужского училища. В 1873 году на собственные сбережения А. М. Устинова построена железнодорожная ветка до станции Вертуновская и железнодорожный вокзал станции Беково. Ежегодно, с 25 сентября по 5 октября, проводилась Покровская ярмарка, где продавали лошадей, скот, зерно, галантерейные товары.
В 1875 году владелец села Беково — Михаил Адрианович Устинов (1825—1904). При нём построены: кожевенный завод Печёнкина, водяная мукомольная мельница; 2-х этажная больница; открыты народный театр, библиотека. В 1901 году в Беково — 2,5 тыс. жителей, церковь во имя Покрова, почтово-телеграфная контора, волостное управление на ул. Большая, частная аптека на ул. Покровская (здание деревянное сохранилось, ныне магазин автозапчастей), школы: 2-х классная Министерская, церковно-приходная, два училища: мужское 2-х классное и женское. После смерти М. А. Устинова владения села Беково перешли его жене Марии Алексеевне Устиновой (ур. Серебрякова), которая в 1913 году продала имение с кумысолечебницей купцу П. П. Макарову (в 1917 году безвозмездно подарил свою усадьбу советской власти).
В годы Гражданской войны село находилось в зоне действий Красной Армии против антоновцев. 29 марта 1926 года в Беково впервые услышали радио, которое устроил радиотехник Утехин. До 1928 года — волостной центр Сердобского уезда Саратовской губернии, затем районный центр Нижне-Волжского края и Саратовской области, с 1939 — Пензенской области.
В 1934 году разрушен Богоявленский храм в селе Нарышкино, ныне часть Беково, кирпич от которой использовался при строительстве сахарного завода (п. Сахзавод, Бековский район). Разрушена Покровская церковь села Беково. В 1940-е годы образован садоводческий совхоз «Бековский» (971 га под садами и ягодниками), который был самым крупным в области в данной специализации. Хозяйство добилось рекордной урожайности плодов 45-50 центнеров с гектара.
После 1926 году в состав села Беково вошел Устиновский посёлок (717 жителей).
После начала Великой Отечественной войны в 1941 году из села Чупаховка в Беково был эвакуирован Чупаховский сахарный завод.
В 1944 году в Беково открыт детский дом, в дальнейшем воспитавший около 500 человек, многих сирот принимали местные жители.
В 1955 году в селе располагались центральные усадьбы колхозов «Красный Октябрь», имени Хрущёва и Бековского плодоягодного совхоза № 38, в 1972 году — плодосовхоза «Беково» и совхоза «Новобековский».
В 1959 году селу Беково присвоен статус посёлка городского типа.
В 1985 году в состав пгт Беково вошло крупное соседнее село Нарышкино.

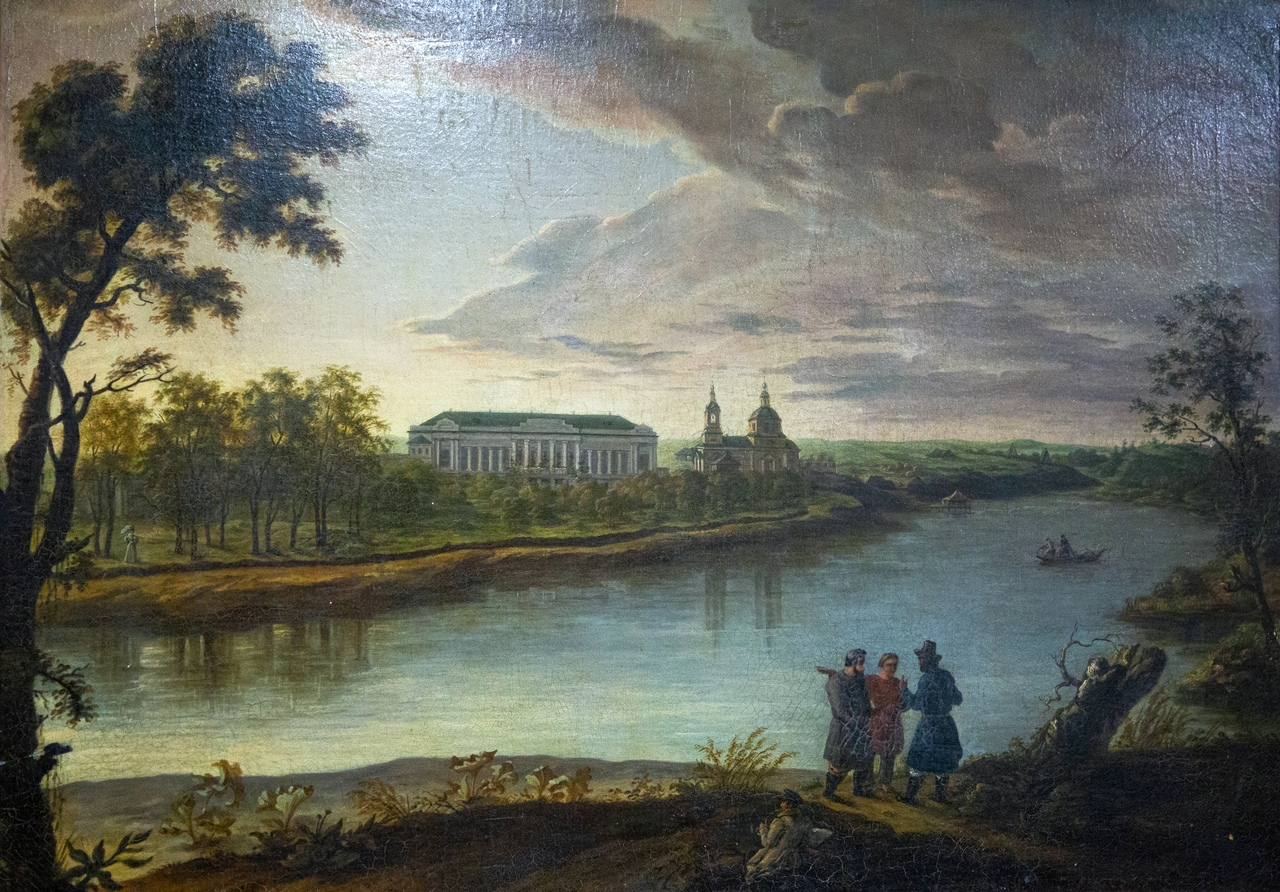
Беково, первая половина XIX века, картина крепостного художника, Саратовский краеведческий музей
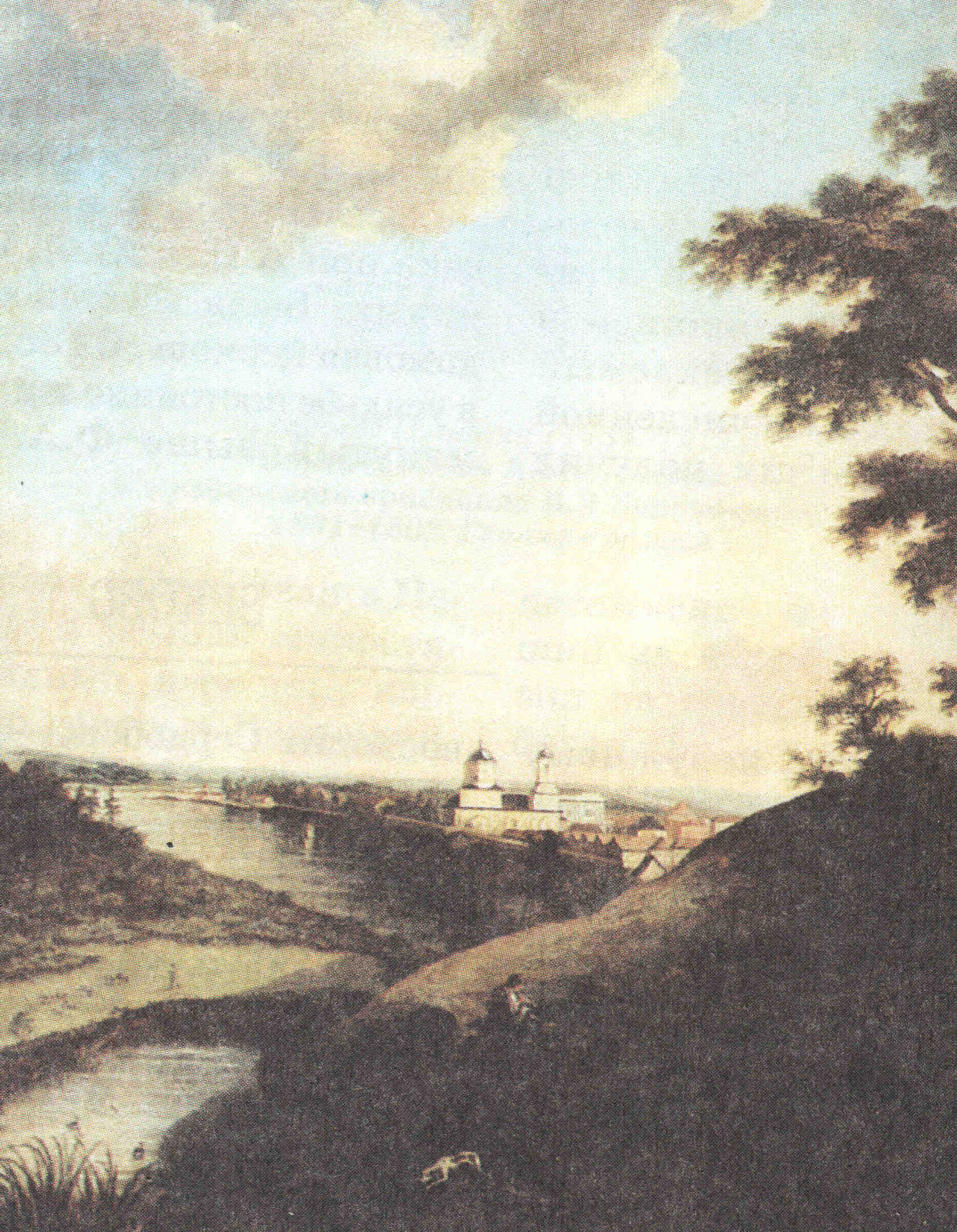
Беково, первая половина XIX века, журнал «Памятники Отечества. Вольная губерния»
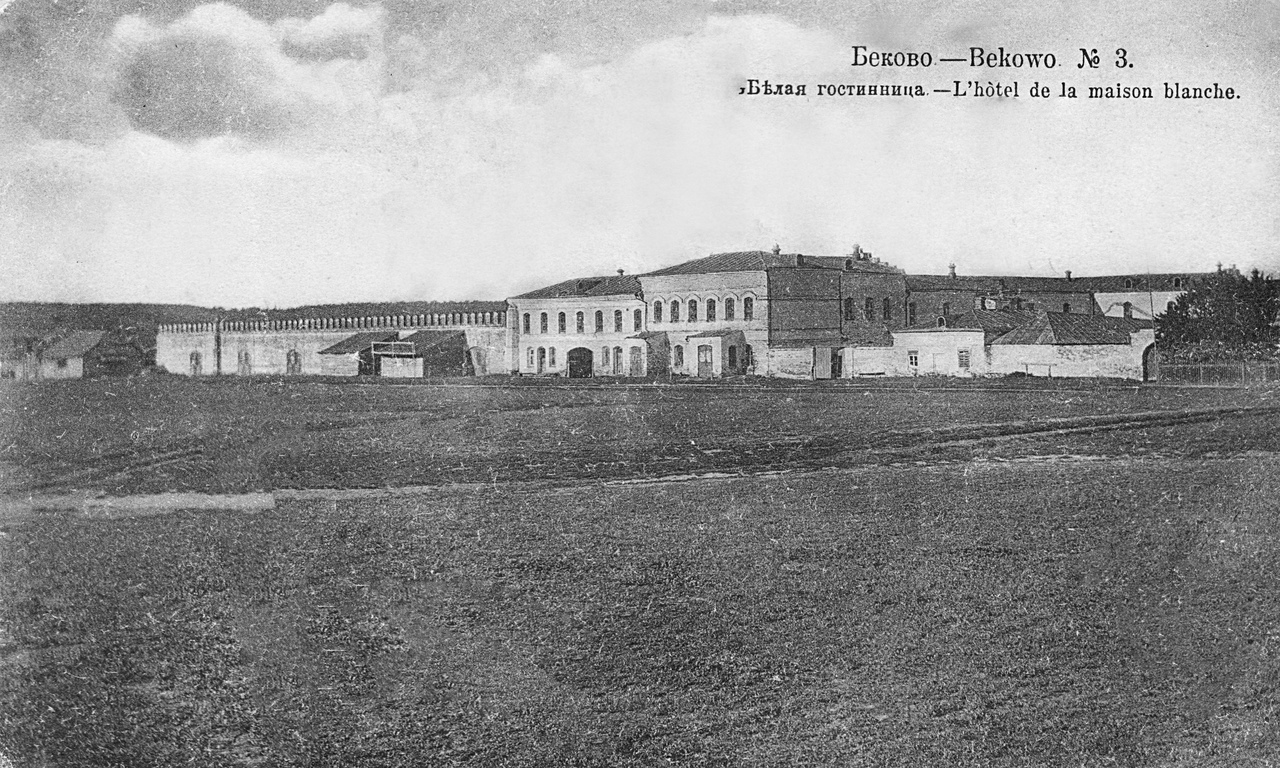
«Белая гостиница» усадьбы Устиновых, фотограф Н. П. Еникеев, до 1914

## Население
| 1747  | 1811  | 1859  | 1887  | 1897  | 1911  | 1926  |
| ----- | ----- | ----- | ----- | ----- | ----- | ----- |
| 784   | ↗1349 | ↗1998 | ↘1354 | ↗2775 | ↘1456 | ↗3591 |
| 1933  | 1939  | 1959  | 1970  | 1979  | 1989  | 1998  |
| ↘3129 | ↗4004 | ↗5477 | ↘4606 | ↘4477 | ↗7311 | ↘7300 |
| 2002  | 2009  | 2010  | 2011  | 2012  | 2013  | 2014  |
| ↘6891 | ↘6608 | ↗6941 | ↘6934 | ↘6801 | ↘6695 | ↘6669 |
| 2015  | 2016  | 2017  | 2018  | 2020  | 2021  |       |
| ↘6567 | ↘6449 | ↘6319 | ↘6274 | ↘6165 | ↘6099 |       |

## Экономика
Основные отрасли экономики посёлка представлены, в основном, предприятиями пищевой промышленности и сельского хозяйства:
- Бековский пищекомбинат[30] — производство кондитерских изделий;
- ИП Кузнецова Л. В. — выпуск хлеба и хлебобулочных изделий, кондитерских изделий;
- ООО «Бековохлебопродукт» — выработка муки;
- ООО «Нектар» — выпуск повидла;
- Бековский элеватор;
- Мельница.

В посёлке располагаются Бековское отделение Российского сельскохозяйственного банка и отделение Сбербанка.

## Транспорт

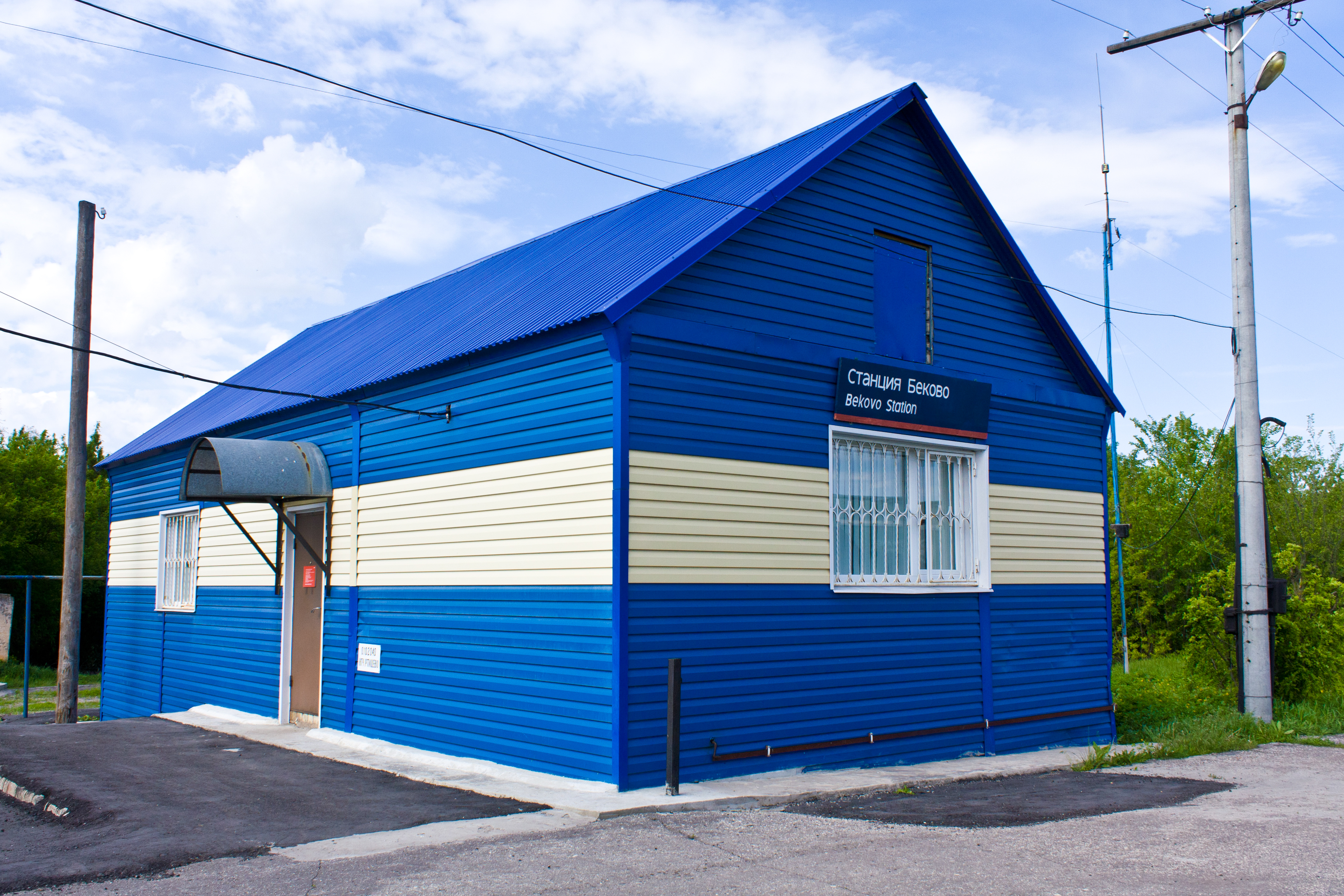
Железнодорожный вокзал станции Беково

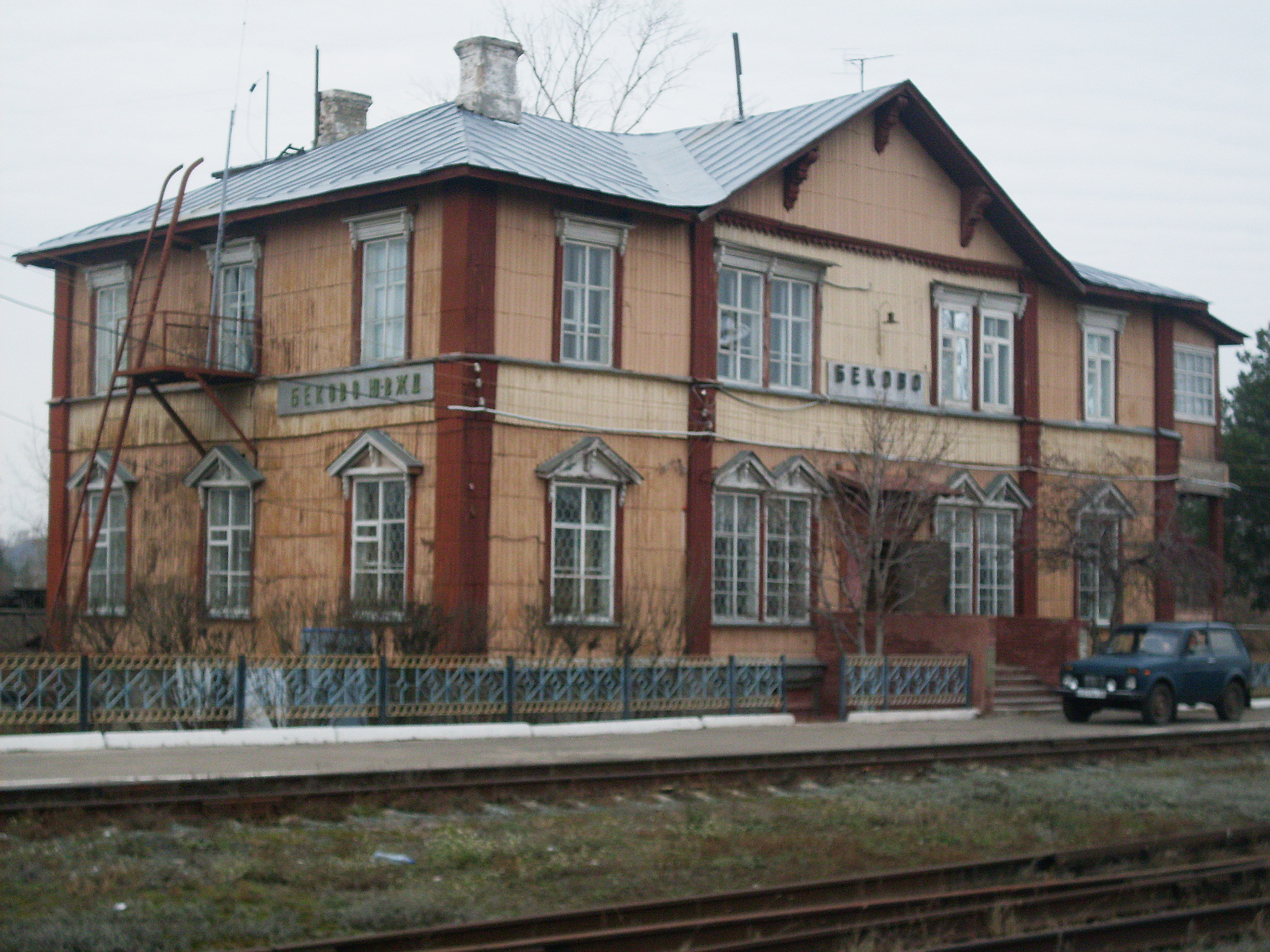
Старое здание железнодорожного вокзала

В посёлке располагается конечная станция Беково Юго-Восточной железной дороги, ветки линии Вертуновская — Беково. Ближайшей станцией железной дороги, на которой останавливаются поезда дальнего следования, является Вертуновская. В настоящее время на станции Беково производятся только грузовые операции, пассажирские перевозки отсутствуют. Ежедневно осуществляются автобусные пассажирские перевозки до Пензы по трассе Беково-Никольское-Пенза, до Сердобска и Ртищево.

## Социальная сфера
Деятельность социальной сферы посёлка Беково направлена на предоставление образовательных, культурных, досуговых, физкультурно-спортивных услуг и социальную защиту населения.

### Образование

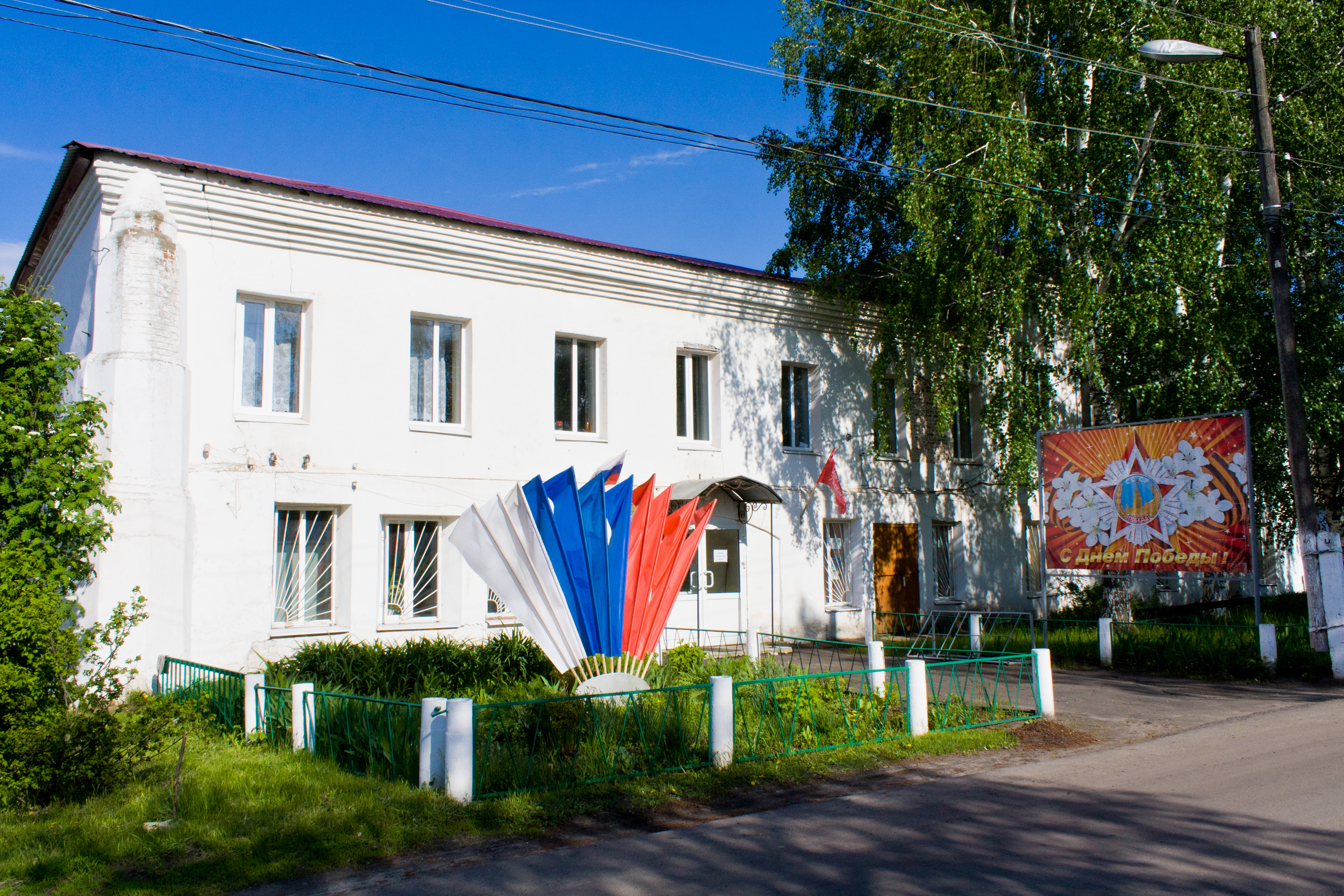
Детская школа искусств («белая гостиница» Устиновых)

Образование в посёлке представлено следующими учреждениями:
- Муниципальное дошкольное образовательное учреждение детский сад № 1[31];
- Муниципальное дошкольное образовательное учреждение детский сад № 2[32];
- Муниципальное бюджетное общеобразовательное учреждение средняя общеобразовательная школа № 1[33];
- Муниципальное бюджетное образовательное учреждение средняя общеобразовательная школа № 2[34];
- Бековский филиал Сердобского многопрофильного техникума;
- Детско-юношеская спортивная школа;
- Детская школа искусств[35]. В Советское время в данном здании располагался Дом детского творчества (ДДТ). До Великой Октябрьской Социалистической Революции в здании находилась «белая гостиница» усадьбы Устиновых.

### Культура
На территории посёлка действуют:

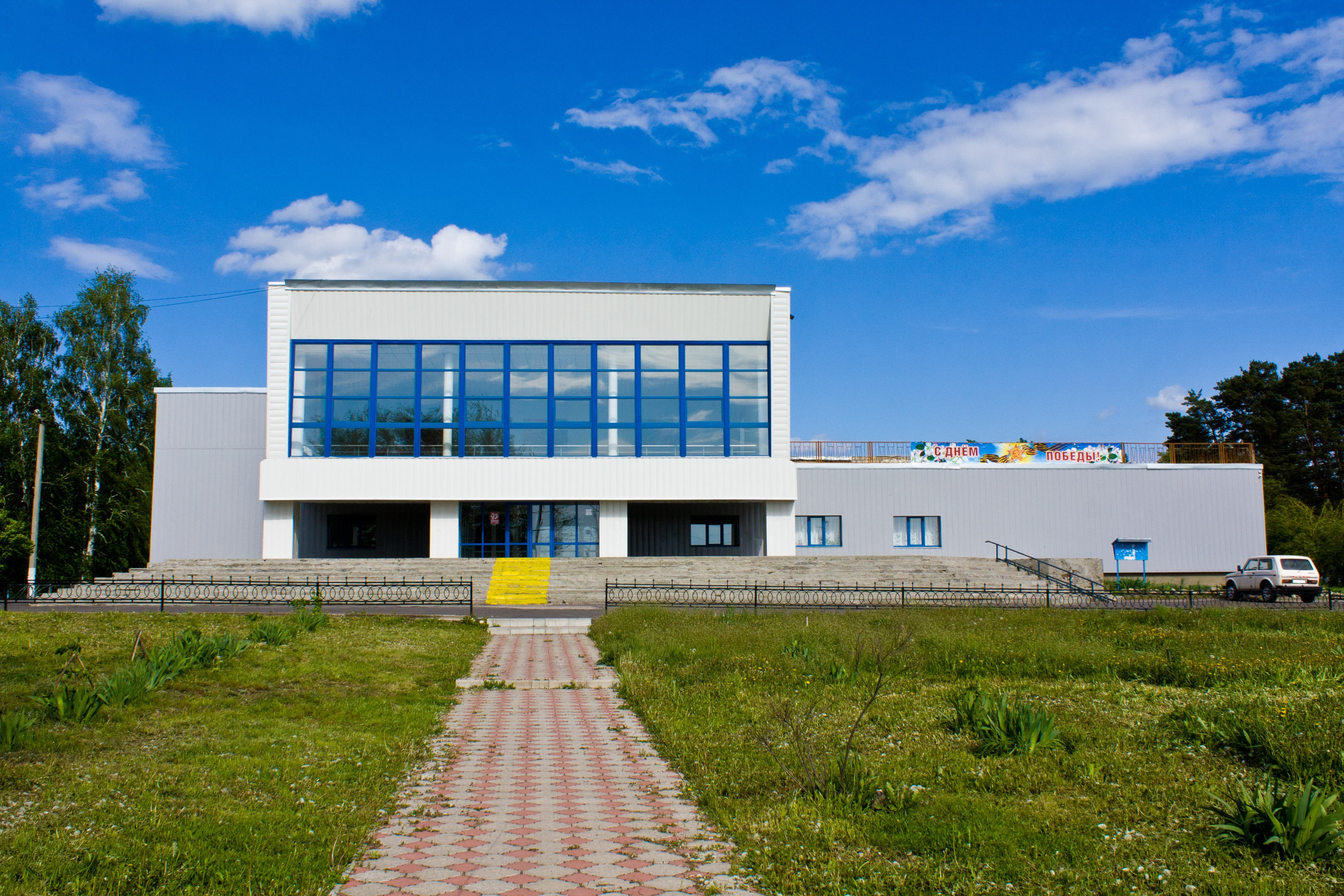
Дом культуры

- Бековский дом культуры (МБУК «Бековский МРДК»)[36];
- межпоселенческая центральная районная библиотека;
- краеведческий музей;
- молитвенный дом;
- молитвенный дом в микрорайоне Нарышкино.

### Спорт
В посёлке расположены спортивные сооружения:
- физкультурно-оздоровительный комплекс «Хопёр»;
- стадион «Старт»;
- спортивные и тренажёрные залы;
- хоккейная коробка.

Развиты такие виды спорта как футбол, лёгкая атлетика, городки, шахматы, армреслинг, пауэрлифтинг.

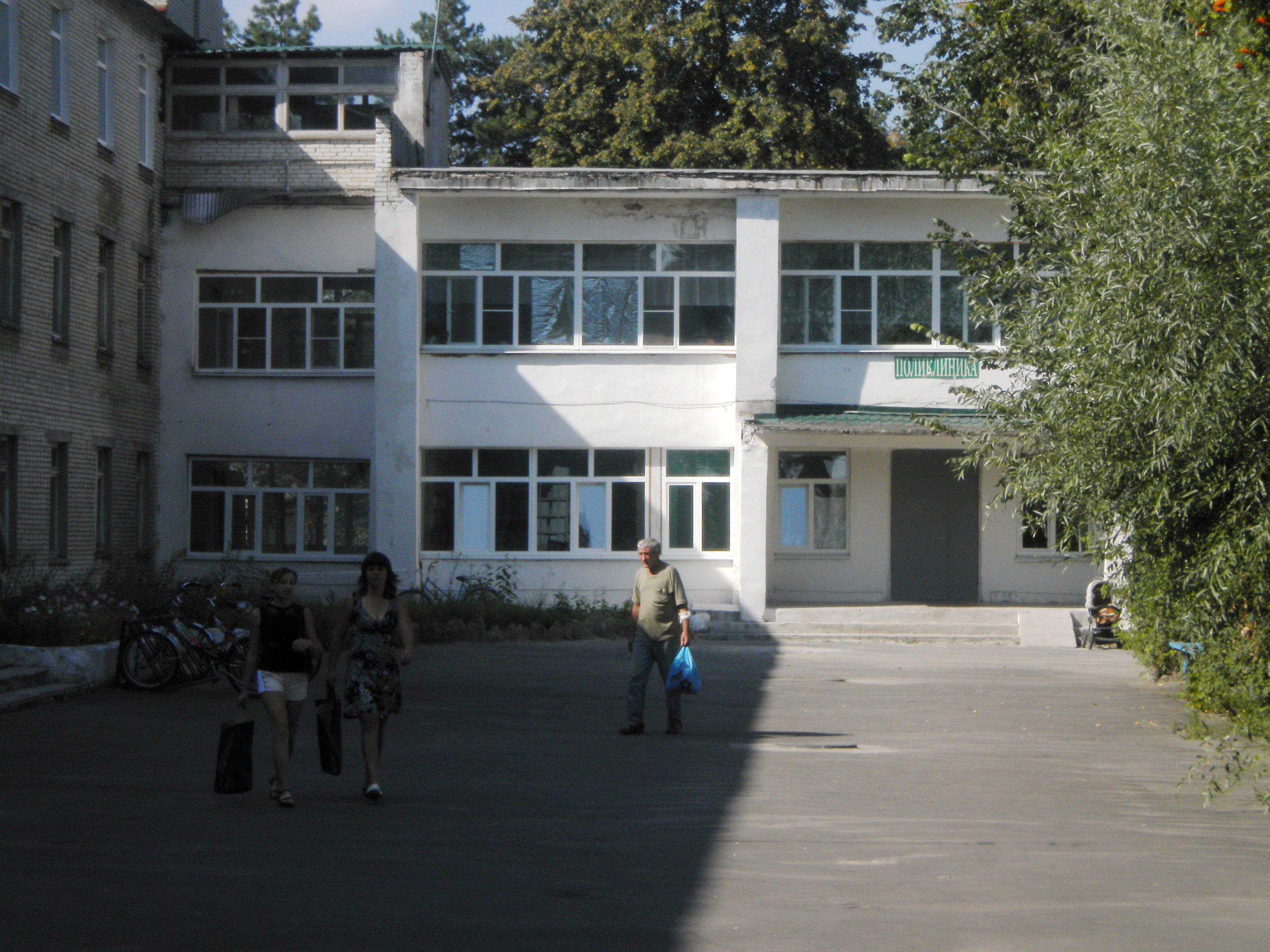
Бековская районная больница. 2012 год.

### Медицина
В посёлке располагается Бековская участковая больница Государственного учреждения здравоохранения «Сердобская межрайонная больница им. Настина» на 58 коек стационара круглосуточного пребывания, 25 коек дневного стационара и поликлиника на 250 плановых посещений в день.

### Социальные объекты
В Беково действуют следующие учреждения социального обслуживания населения:
- центр социального обслуживания населения;
- пансионат для ветеранов войны и труда[47];
- центр реабилитации детей и подростков с ограниченными возможностями.

## СМИ и развитие массовых коммуникаций

### Печатные издания
«Бековский вестник» — общественно-политическая газета Бековского муниципального района. Освещение новостей поселка Беково и Бековского района. Печатное издание основано 2 ноября 1930 года. По состоянию на 2020 год газета выходит тиражом 2313 экземпляров, периодичностью 1 раз в неделю объемом 3 печатных листа.

### Связь
Связь представлена телефонной, факсимильной, телеграфной, почтовой и другими видами связи. Услуги проводной связи представляет компания «Волгателеком», интернета — компании «Волгателеком» и «Мегафон». Услуги мобильной связи предоставляют мобильные компании:
- Билайн 4G
- Мегафон 4G
- МТС 4G
- TELE 2 4G

### Радиостанции
В Беково транслируются следующие радиостанции:
- Радио Шансон на частоте 103,5 (вещает с 01.07.2014)
- Авторадио на частоте 100,1 (с ноября 2009).
- Русское Радио на частоте 100,9 (начато вещание 17 ноября 2011).
- Европа Плюс на частоте 101,9 (вещает с 12 ноября 2012).

## Достопримечательности
- усадьба Устиновых;
- усадьба Макарова[49];

Мемориал в честь воинов-земляков, погибших в годы Великой Отечественной войны

- мемориал в честь воинов-земляков, погибших в годы Великой Отечественной войны;
- братские могилы воинов, умерших от ран в 1941-45 годах в эвакогоспиталях (на кладбище посёлка, всего 14 чел[50]);
- В окрестностях Беково находится возвышенность «Шихан» с которой открывается прекрасный вид на близлежащие низменности. Если склонятся к гипотезе естественного происхождения этой горы, то согласно научному определению «Шихан» — по-тюркски, одиночный холм, хорошо выделяющийся в рельефе с правильными склонами и вершиной. В Заволжье и Западном Приуралье «шиханы» представляют собой остатки рифов древних морей, сложенные из известняков. Часто «шиханы» расположены в долинах рек и возвышаются на 150—200 м. На Урале «шиханами» называют скалистые вершины гор.

Администрация Бековского района и памятник Ленина
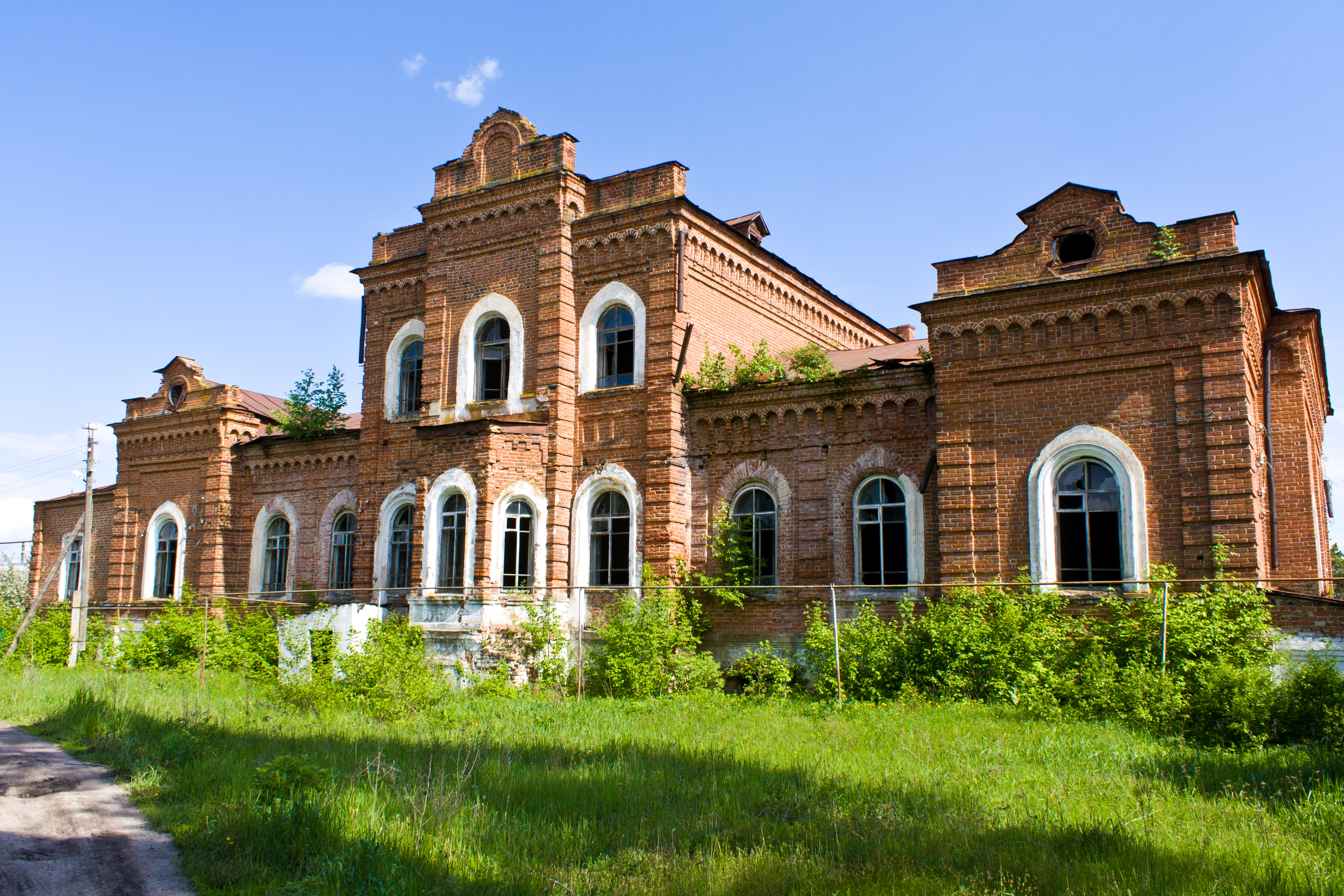
Усадьба Макарова в Беково (микрорайон Нарышкино)
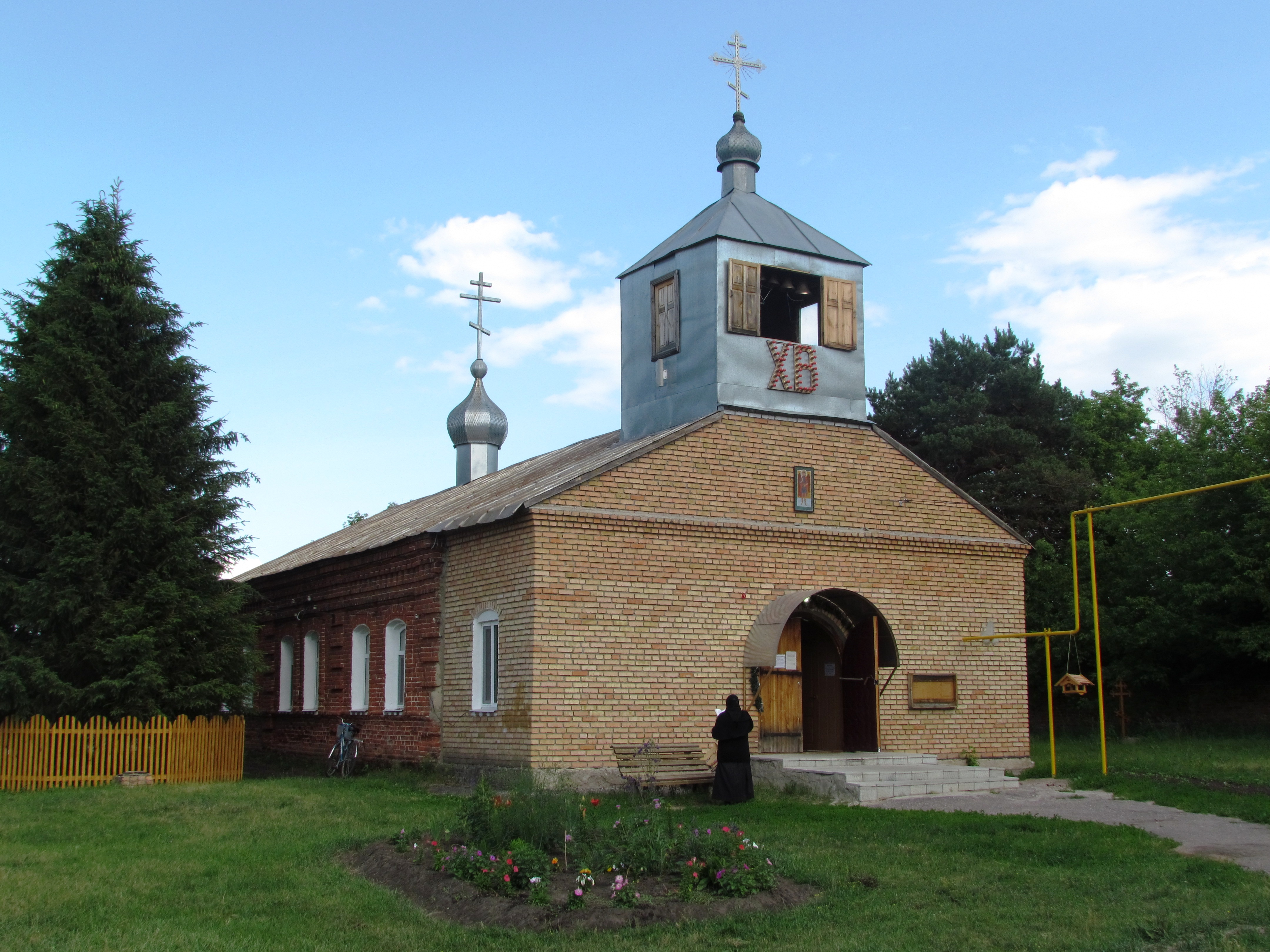
Молельный дом архангела Михаила